# Philodromus jimredneri
Philodromus jimredneri este o specie de păianjeni din genul Philodromus, familia Philodromidae, descrisă de Jiménez, 1989. Conform Catalogue of Life specia Philodromus jimredneri nu are subspecii cunoscute.